# Science Citation Index

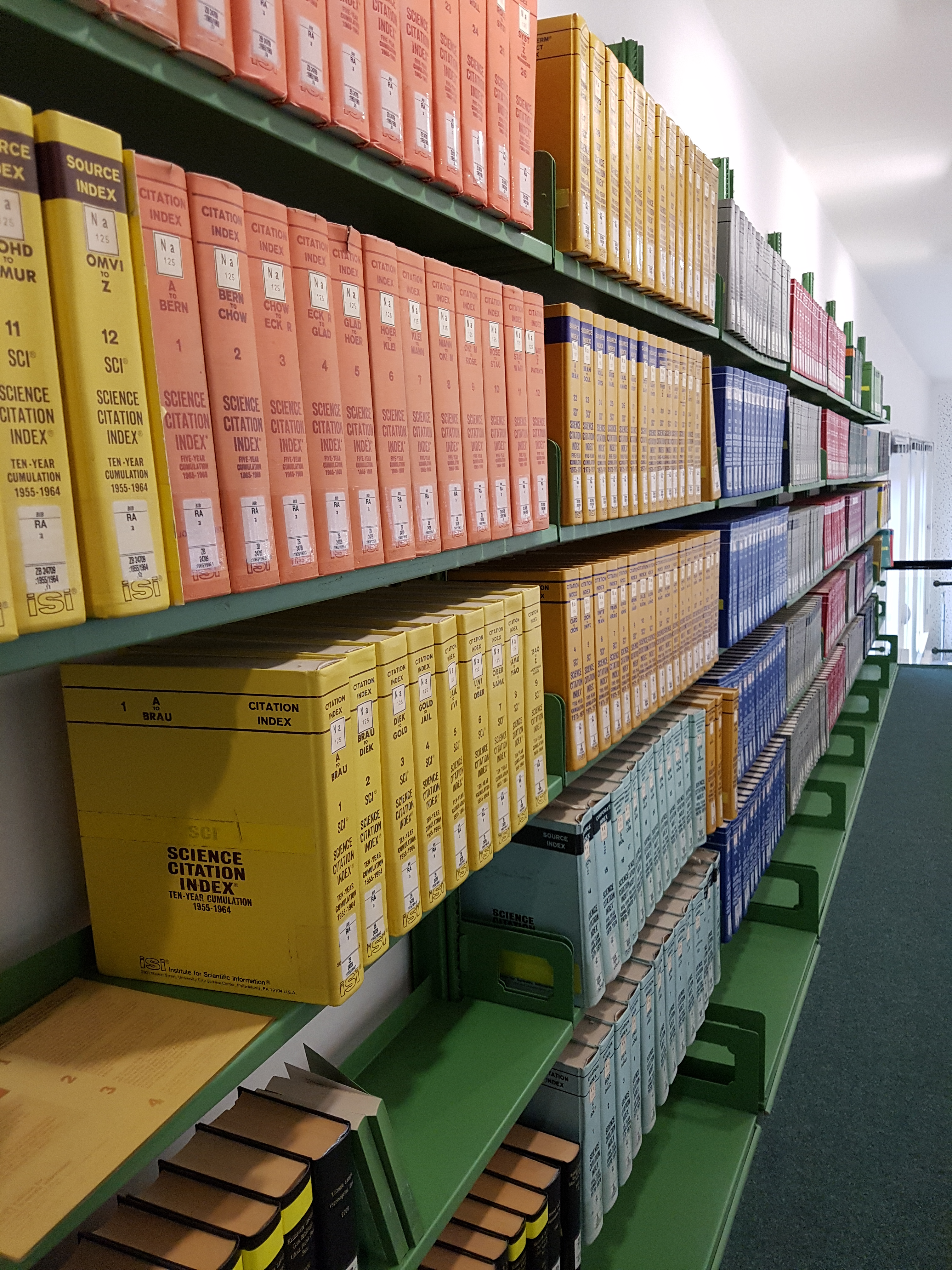
Volumes de Science Citation Index à la bibliothèque de l'Université de Göttingen (2017).

Science Citation Index (SCI) est un indice de citation créé par Eugene Garfield en 1964 et produit par l'Institute for Scientific Information (ISI). Racheté parmi d'autres activités par Thomson Reuters en 1972, il fait alors partie de sa division de propriété intellectuelle et des affaires scientifiques. 
Quand Thomson Reuters revend sa branche à deux fonds d'investissements en 2016, l'indice rejoint le groupe Clarivate Analytics, devenu Clarivate en 2021,,,. Clarivate ressuscite l'ISI qui constitue un de ses départements. 
La version élargie (Science Citation Index Expanded) couvre plus de 6500 revues dans 150 disciplines, de 1900 à nos jours,,.
L'index est disponible en ligne sur différentes plates-formes comme le Web of Science, et SciSearch.

## Principe
Cette base de données permet d'identifier la chaîne de citations et la fréquence de celles-ci. 
Eugene Garfield a créé cet indice pour démocratiser encore davantage le classement des contenus scientifiques. Son objectif est de remplacer le modèle d’autorité en place, selon lequel l’importance et la légitimité d’un contenu sont déterminées par la notoriété de son auteur. 
Certains services complémentaires étaient offerts par Thomson Reuters sous le nom de « Specialty Citation Indexes » comme le « Neuroscience Citation Index » et « Chemistry Citation Index ». Ces « Specialty Citation Indexes » offrent un accès ciblé à des contenus bibliographiques actuels et rétrospectifs qui concernent des spécialités du domaine scientifique.

### Chemistry Citation Index
Le Chemistry Citation Index a été introduit par Eugene Garfield, chimiste de formation. Des formes papier et électronique apparaissent en 1992, portant sur 330 revues de chimie, ainsi que des informations partielles issues de 4 000 autres revues.
En 2002 la couverture passe à 500 revues totalement indexées et 8 000 autres partiellement.

## Critique
La façon de classer, de trier et de hiérarchiser des algorithmes n'est pas objective. Elle est toujours fondée sur une conception particulière de ce qui est important et légitime. Le modèle de Garfield ne fait pas exception. 
Certaines aberrations que produit parfois le Science Citation Index (SCI) découlent de cette subjectivité. Par exemple, il ne prend pas en considération dans le classement les raisons pour lesquelles un article est cité. Or, il arrive couramment qu'un contenu soit cité justement parce qu’il est faux, ce qui lui fait inopportunément gagner de l'importance dans l'index de Garfield. Autrement dit, cette conception particulière de la légitimité mesure l’impact et la visibilité d’un contenu, davantage que sa qualité. 
Paul Wouters souligne que les citations s'en trouvent indifférenciées: toutes se valent puisque leur sens, donc leur valeur, est uniformisé. La citation devient alors « monnaie de l'activité scientifique », à la fois standardisée, décontextualisée, univoque et égale. Dominique Cardon indique que « la valeur de la citation, devenue simple signe, prend un caractère autoréférentiel et se donne à la possibilité d’un calcul. »
Une autre critique qui peut être adressé à ce type de classement correspond au phénomène de l'effet Matthieu : le classement élevé— en fonction de la fréquence de citation — d'un article entraîne d’autres citations, ce qui crée une boucle qui rend de plus en plus visible — et donc légitime — un ensemble restreint de contenus.